# فرزاد فربد
فرزاد فربد (زادهٔ ۱۳۴۷ در کرمانشاه) مترجم ایرانی است که بیشتر در زمینهٔ برگردان آثار ادبیات گمانه‌زن، ادبیات کودک و نوجوان و متون سینمایی فعالیت می‌کند. او برای ترجمهٔ مجموعه داستان‌های «هنک، سگ گاوچران» و کتاب‌های نویسندگانی چون نیل گیمن، فیلیپ پولمن و جان لوکاره شناخته می‌شود.

## زندگی‌نامه
فرزاد فربد در سال ۱۳۴۷ در کرمانشاه زاده شد. او فارغ‌التحصیل رشته مترجمی زبان انگلیسی از دانشگاه آزاد واحد تهران شمال است. نخستین ترجمهٔ او شعری از جبران خلیل جبران بود که در سال ۱۳۷۵ در مجلهٔ مترجم چاپ شد. او از سال ۱۳۷۶ به عنوان مترجم به مدت شش سال با ماهنامهٔ سینمایی فیلم و بعدتر سه سال با مجلهٔ سینمایی دنیای تصویر به همکاری پرداخت. برگردان کتاب‌های هنک سگ گاوچران، سه‌گانه ادی دیکنز و نیروی اهریمنی‌اش و آثار نیل گیمن از جمله مهم‌ترین کارهای او بوده‌است. وی به عنوان مترجم برتر دو بار برنده فهرست افتخار IBBY شده‌ است. فربد هم‌اکنون مدیر و سرویراستار انتشارات پریان است.
او از سال ۱۳۹۳ تا ۱۴۰۱ مدیر دپارتمان ترجمه مؤسسه آموزش زبان سفیر گفتمان بود. او از ابتدا ایده‌پرداز و بنیانگزار این دپارتمان بود و آموزش استادان و تهیه مطالب آموزشی آن را نیز بر عهده داشت.

## فعالیت‌ها
- مترجم، سازمان کتاب‌های درسی (۱۳۷۶–۱۳۷۷)
- مترجم، کنفرانس سران کشورهای اسلامی (۱۳۷۶)
- مترجم، ماهنامهٔ سینمایی فیلم (۱۳۷۶–۱۳۸۲)
- مترجم، ماهنامهٔ سینمایی دنیای تصویر (۱۳۷۹–۱۳۸۲)
- مترجم، نشریات همشهری، شرق، ایران، اعتماد، زنان، مترجم، نافه، تجربه، عروسک سخنگو و … (۱۳۷۷–۱۳۹۶)
- عضو شورای اقتباس ادبیات کودک و نوجوان بنیاد سینمایی فارابی (۱۳۸۵–۱۳۸۷)
- مدرس زبان انگلیسی در مؤسسه‌های زبان کیش، بیان سلیس و سفیر گفتمان (۱۳۷۶–۱۳۸۷)
- مترجم شفاهی، کمیساریای عالی پناهندگان سازمان ملل متحد (۱۳۸۷)
- مدیر اجرایی نشریهٔ عصر کیفیت (۱۳۸۹–۱۳۹۰)
- مدیر و سرویراستار انتشارات پریان (۱۳۸۹-اکنون)
- مدیر انتشارات ریتون در سوئد (۱۳۹۱-اکنون)
- مدرس کارگاه‌های ترجمهٔ انتشارات پریان (۱۳۹۲–۱۳۹۴)
- مدرس کارگاه‌های ترجمهٔ انجمن نویسندگان کودک و نوجوان، ۱۳۹۳
- مدرس کارگاه‌های ترجمهٔ مؤسسهٔ زبان سفیر گفتمان (۱۳۹۳–۱۴۰۱)
- مدرس کلاس‌های تاریخ ادبیات فانتزی شورای کتاب کودک (۱۳۹۳–۱۳۹۵)
- عضو انجمن نویسندگان کودک و نوجوان (۱۳۸۷-اکنون)
- عضو شورای سیاستگذاری نشر شهر (۱۳۹۴–۱۳۹۵)
- مؤسس و مدیر دپارتمان ترجمهٔ کاربردی مؤسسهٔ زبان سفیر گفتمان (شهریور ۱۳۹۴-اسفند ۱۴۰۱)
- مدیر ارشد و عضو شورای سیاستگذاری آموزش مؤسسهٔ زبان سفیر گفتمان (شهریور ۱۳۹۴-اسفند ۱۴۰۱)
- برنامه‌ریز و مجری برنامهٔ باشگاه کتاب‌خوانی سفیر (آبان ۱۳۹۶-اسفند ۱۴۰۱)
- مدیر انتشارات سفیر (فروردین۱۳۹۶-اسفند ۱۴۰۱)
- مشاور ترجمهٔ نشریهٔ کودک فرفره (۱۳۹۴–۱۳۹۵)
- دبیر مجموعهٔ ادبیات انتشارات علمی (۱۳۹۶–۱۳۹۸)
- داور کتاب سال ۱۳۹۷ و ۱۳۹۸در بخش کودک و نوجوان (ترجمه)
- داور مسابقه داستان‌نویسی گارنت (۱۴۰۱)
- دبیر مجموعهٔ «عمارت سرخ» (آثار استیون کینگ) در نشر چشمه (۱۴۰۲-اکنون)
- پدیدآورنده و کارشناس/مجری پادکست «رادیو ژانر» (۱۴۰۳-اکنون)

## ترجمه‌ها
- مجموعهٔ هنک سگ گاوچران نوشتهٔ جان آر اریکسون (بیست‌ودو جلد)
- مجموعهٔ ادی دیکنز نوشتهٔ فیلیپ آردا (سه جلد)
- مجموعهٔ خانهٔ هِنری نوشتهٔ فیلیپ آردا (سه جلد)
- مجموعهٔ نیروی اهریمنی‌اش نوشتهٔ فیلیپ پولمن (پنج جلد)
- پل شکسته نوشتهٔ فیلیپ پولمن
- کنت کارلشتاین نوشتهٔ فیلیپ پولمن
- آکسفورد لایرا + روزگاری در شمال نوشتهٔ فیلیپ پولمن
- کوکی نوشتهٔ فیلیپ پولمن
- مترسک و خدمتکارش نوشتهٔ فیلیپ پولمن
- کتاب گورستان نوشتهٔ نیل گیمن
- آد و غول‌های یخی نوشتهٔ نیل گیمن
- ج مثل جادو نوشتهٔ نیل گیمن
- اقیانوس انتهای جاده نوشتهٔ نیل گیمن
- کورالاین نوشتهٔ نیل گیمن
- خوشبختانه شیر نوشتهٔ نیل گیمن
- حقیقت غاری‌ست در کوه‌های سیاه نوشتهٔ نیل گیمن
- گرگ‌های توی دیوار نوشتهٔ نیل گیمن
- راهنمای مسافران مجانی کهکشان نوشتهٔ داگلاس آدامز
- رستوران انتهای جهان نوشتهٔ داگلاس آدامز
- هابیت نوشتهٔ جی آر.آر. تالکین
- گودال‌ها نوشتهٔ لوییس سَکر
- ز مثل زکریا نوشتهٔ رابرت اُبراین
- گفت‌وگو با آل پاچینو نوشتهٔ لارنس گرابل
- راهنمای فیلم ۲۰۰۲ (گردآوری و ترجمه)
- جاسوسی که از سردسیر آمد نوشتهٔ جان لوکاره
- قتل بی‌عیب‌ونقص نوشتهٔ جان لوکاره
- تلفن به مردِ مرده نوشتهٔ جان لوکاره
- درخشش نوشتهٔ استیون کینگ
- رستگاری در شاشنک نوشتهٔ استیون کینگ
- مِه نوشتهٔ استیون کینگ
- چه می‌خواهی برای گرم شدن؟ نوشتهٔ نیل گیمن
- خفته و دوک نوشتهٔ نیل گیمن

## جوایز و افتخارات
- مترجم برگزیدهٔ سال، به انتخاب آکادمی فانتزی، برای کتاب‌های نیروی اهریمنی‌اش و راهنمای مسافران مجانی کهکشان، ۱۳۸۶
- مترجم برگزیده، به انتخاب سازمان فرهنگی‌هنری شهرداری تهران برای مجموعه کتاب‌های نیروی اهریمنی‌اش، ۱۳۸۶
- منتخب فهرست لاک‌پشت پرنده (کتاب‌های منتخب پژوهشنامهٔ ادبیات کودک و نوجوان) برای کتاب‌های ج مثل جادو، آد و غول‌های یخی، مترسک و خدمتکارش، کنت کارلشتاین، اقیانوس انتهای جاده و گرگ‌های توی دیوار. ۱۳۹۰–۱۳۹۷
- برندهٔ جایزهٔ ماهی سیاه کوچولو (کتاب برگزیدهٔ سال شورای کتاب کودک) برای کتاب مترسک و خدمتکارش، ۱۳۹۳
- برندهٔ جایزهٔ ماهی سیاه کوچولو (کتاب برگزیدهٔ سال شورای کتاب کودک) برای کتاب اقیانوس انتهای جاده، ۱۳۹۵
- برندهٔ نشان طلایی لاک‌پشت پرنده (کتاب برگزیدهٔ سال به انتخاب پژوهشنامهٔ ادبیات کودک و نوجوان) برای کتاب اقیانوس انتهای جاده، ۱۳۹۴
- برندهٔ فهرست افتخار (جایزهٔ جهانی هانس کریستین اندرسن) بهترین ترجمه برای کتاب مترسک و خدمتکارش، ۲۰۱۶ (اوکلند- نیوزلند)
- برندهٔ فهرست افتخار IBBY (جایزهٔ جهانی هانس کریستین اندرسن) بهترین ترجمه برای کتاب اقیانوس انتهای جاده، ۲۰۱۸ (آتن- یونان)